# Rio Voire
O rio Voire é um rio localizado na França, no departamento de Champagne-Ardenne, e afluente do rio Aube pela margem direita. 
Nasce em Mertrud, no departamento de Haute-Marne. Corre por Montier-en-Der e Puellemontier, desaguando no rio Aube em Chalette-sur-Voire, no departamento de Aube.